# Андерсон, Мария Карловна
Мария Карловна Андерсон (1870—1944) — артистка балета Мариинского театра.

## Репертуар
- 29 июня 1888 — «Mandolinata», pas de six в балете «Севильская красавица», хореография Льва Иванова[* 1]
- 3 января 1890 — фея Флёр де Фарин*, Белая кошечка* (Кот в сапогах — Альфред Бекефи), «Спящая красавица» П. И. Чайковского, хореография Мариуса Петипа
- 24 июля 1890 — Амур*, «Шалость Амура» А. А. Фридмана, хореография Льва Иванова[* 2]
- январь 1892 — Эффи*, «Сильфида» Ж. Шнейцхоффера, хореография Мариуса Петипа по программе Филиппо Тальони
- 6 декабря 1892 — Маркитантка* (Рекрут — Сергей Литавкин), «Чай»* (партнёр — Александр Горский), «Щелкунчик» П. И. Чайковского, хореография Льва Иванова

(*) — первая исполнительница